# Cacoxenus paolii
Cacoxenus paolii är en tvåvingeart som först beskrevs av Seguy 1933.  Cacoxenus paolii ingår i släktet Cacoxenus och familjen daggflugor.
Artens utbredningsområde är Somalia. Inga underarter finns listade i Catalogue of Life.